# Young Chimodzi
Young Chimodzi (Lilongüe, Malaui; 1 de agosto de 1961) es un exfutbolista y entrenador de fútbol que jugó en la posición de defensa.

## Carrera

### Club
Jugó toda su carrera con el Silver Strikers FC de 1977 a 1995, equipo con el que consiguió ser campeón nacional en tres ocasiones.

### Selección nacional
Jugó para Malaui de 1979 a 1995 disputando 159 partidos y anotó 13 goles, siendo el jugador que ha disputado más partidos con la selección nacional. Jugó con la selección nacional que ganó la medalla de bronce en los juegos Panafricanos de 1987 disputados en Kenia, y participó en la Copa Africana de Naciones 1984.

### Entrenador
Dirigió por primera vez en 1999 a la selección nacional, la cual ha dirigido en dos periodos distintos.

## Logros
- Super Liga de Malaui: 3

1985, 1993, 1994